# Charles de Freycinet
Charles Louis de Saulces de Freycinet (Foix, 1828. november 14. – Párizs, 1923. május 14.) francia politikus,  mérnök, a Francia Köztársaság Becsületrendjének főtiszje. A Harmadik Köztársaság 11., 14., 19. és 25. miniszterelnöke.

## Pályafutása
Az 1848-as februári forradalom idején az École polytechnique diákja volt, és önkéntes összekötőként az ideiglenes kormány szolgálatába lépett. Bányamérnökként először Mont-de-Marsan környékén, majd Chartres-ban és Bordeaux-ban dolgozott. A közlekedési ipar fejlesztése érdekelte, 1852-ben a Compagnie des Chemins de fer du Midi vasúttársaságnál helyezkedett el, 1861-ben állami szolgálatba lépett.
III. Napóleon uralmára ellenségesen tekintett. 1870-ben felajánlotta segítségét a nemzetvédelmi kormánynak, amikor Léon Gambetta műszaki ismeretekkel rendelkező munkatársat keresett. Freycinet-t először Tarn-et-Garonne prefektusává nevezte ki Montaubanban, majd a hadügyminiszter személyes megbízottja  lett Tours-ban. Jelentős szerepet játszott a nemzetvédelem megszervezésében. A porosz–francia háború idején ő szerelte fel a tartalékosokat rendkívül nehéz körülmények között. A békekötés után Gambettával egy időben visszavonult. 1876-ban a szenátus tagjává választották. A republikánus baloldalhoz tartozó technokrata Freycinet rövid idő alatt nagy befolyásra tett szert.
1877-től 1879 végéig közmunkaügyi miniszter Jules Dufaure ötödik kormányában, majd  William Henry Waddington kormányában.  Nagyszabású tervet dolgozott ki a hajó- és vasútvonalak a bővítésére, és a kikötők fejlesztésére. Javaslatait kedvezően fogadták, és pozíciója tovább erősödött az ország régióiban tett látogatása után. Freycinet-vel kezdődött a republikánus politikusok kapcsolatvelvétele az üzleti világgal.

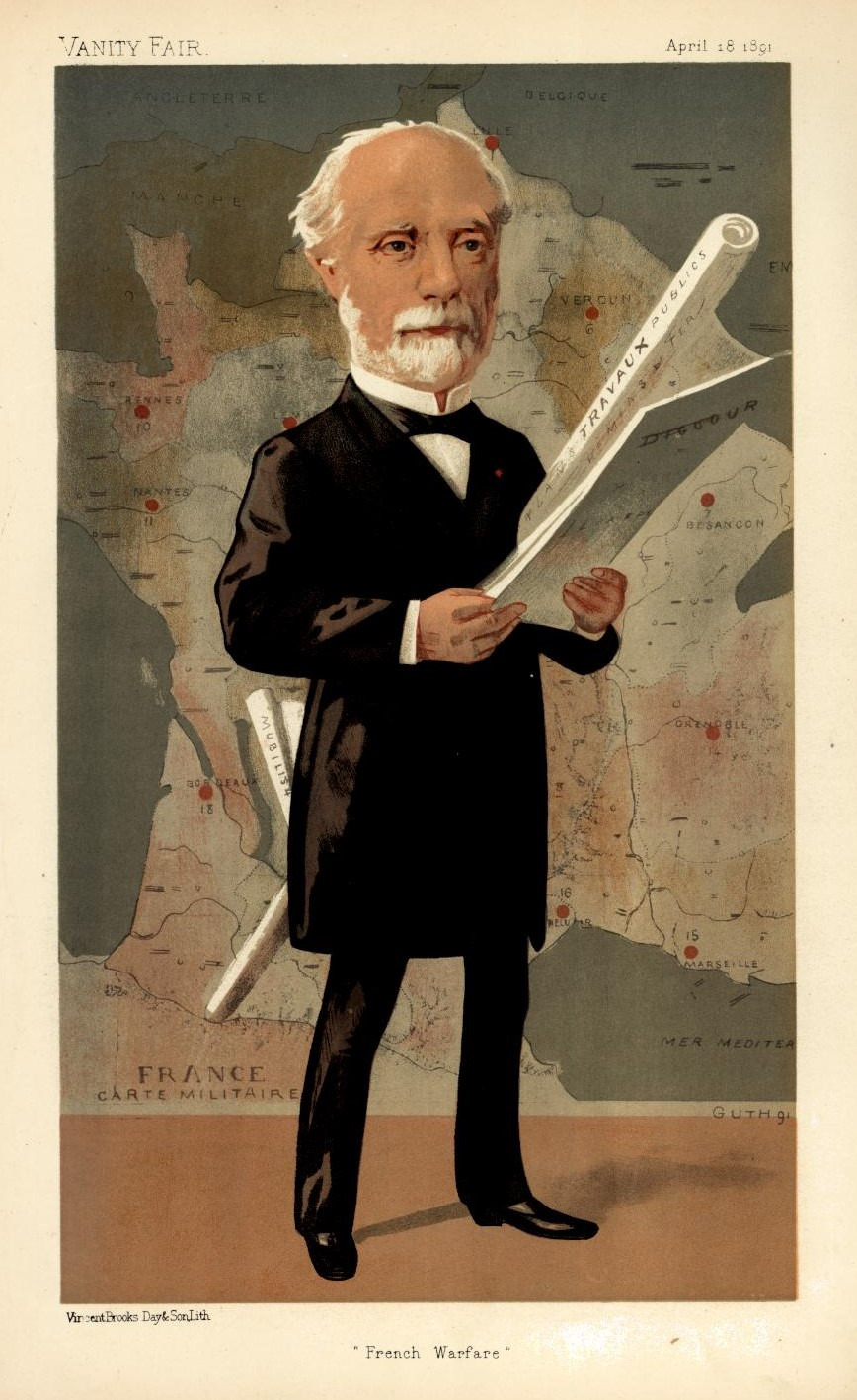
Karikatúrája a Vanity Fair 1891. április 18-i számában

1879-ben miniszterelnök és külügyminiszter. A szerzetesrendek (elsősorban a jezsuiták) körül kialakult vitában mérsékelten foglalt állást, ezért kormánya egy évvel később megbukott Jules Ferry antiklerikális magatartása miatt.
Seine megye szenátora 1882-ben, és újra megbízást kapott kormányalakításra. Hibát követett el, amikor nem küldte el a francia flottát Alexandria bombázására. A következmény az lett, hogy megszűnt a francia befolyás Egyiptomban. Mivel erős ellenzékkel találta magát szemben, néhány hónap múlva leköszönt. 1885-ben rövid időre külügyminiszter, 1886-ban harmadik kormányát hozta létre, ami egy évig működött. 1887-ben köztársasági elnökjelölt. Végül ő is, és vetélytársa, Jules Ferry a mérsékelt Sadi Carnot-ra szavazott.
1888 áprilisában Charles Floquet a hadügyminisztérium élére állította, így hosszú idő után újra polgári foglalkozású került erre a posztra. Freycinet nagyban hozzájárult Franciaország haderejének modernizálásához és demokratizálásához. 1890-ben alakította meg negyedik, egyben utolsó kormányát. Sikerült szociális törvényeket bevezetnie illetve előkészítenie, de a vallás kérdésén megbukott kormánya. 1890-ben a Francia Akadémia tagjává választották.
1892 februárjától újra hadügyminiszter. Decemberben a Panama botránnyal kapcsolatban megemlítették a nevét, s bár bizonyítékot nem találtak, 1893 januárjában lemondott miniszteri posztjáról. Rövid időre visszavonult, majd a szenátus hadügyi bizottságának lett elnöke. 1898-ban elfogadta a hadügyi tárcát, de 6 hónap után lemondott a viharos politikai légkör miatt. Rövid időre államminiszter Aristide Briand kormányában. 1920-ban végleg visszavonult a politikától.

## Munkái
- Traité de mécanique rationnelle (1858)
- De l'analyse infinitesimale (1860, 1881)
- Des pentes économiques en chemin de fer (1861)
- Emploi des eaux d'égout en agriculture (1869)
- Principes de l'assainissement des villes (1870)
- Traité d'assainissement industriel (1870)
- " La guerre en province pendant le siège de Paris 1870–1871 (Précis historique) "  (1872)
- Essai sur la philosophie des sciences (1896)
- La Question d'Égypte (1905)
- Souvenirs (1848-1893) (1913)

## Kapcsolódó szócikk
- Franciaország miniszterelnökeinek listája

| Elődje: William Henry Waddington | Franciaország kormányfője 1879. december 28. – 1880. szeptember 23. | Utódja: Jules Ferry |

| Elődje: Léon Gambetta | Franciaország kormányfője 1882. január 30. – 1882. augusztus 7. | Utódja: Charles Duclerc |

| Elődje: Henri Brisson | Franciaország kormányfője 1886. január 7. – 1886. december 3. | Utódja: René Goblet |

| Elődje: Pierre Tirard | Franciaország kormányfője 1890. március 17. – 1892. február 27. | Utódja: Émile Loubet |